# 19504 Vladalekseev
19504 Vladalekseev este un asteroid din centura principală de asteroizi.

## Descriere
19504 Vladalekseev este un asteroid din centura principală de asteroizi. A fost descoperit pe 1 iunie 1998 la Observatorul La Silla de Eric Walter Elst. Asteroidul prezintă o orbită caracterizată de o semiaxă mare de 2,99 ua, o excentricitate de 0,05 și o înclinație de 11,0° în raport cu ecliptica.